# DXF
DXF (англ. Drawing eXchange Format) — открытый формат файлов для обмена графической информацией между приложениями САПР. Создан фирмой Autodesk для системы AutoCAD. Поддерживается практически всеми CAD-системами для персональных компьютеров.

## История и развитие
DXF был впервые представлен в декабре 1982 года как часть AutoCAD 1.0, в качестве обменного формата данных, предоставляющего ту же информацию, что и проприетарный внутренний формат AutoCAD DWG. (Спецификация на формат DWG никогда не предоставлялась.) Ныне на сайте компании Autodesk можно найти спецификации всех версий DXF, начиная с AutoCAD Release 13 (ноябрь 1994 г.). Но еще начиная с AutoCAD Release 10 (октябрь 1988 г.) помимо текстового варианта — собственно DXF, — поддерживается также и двоичная версия — DXB.
По мере того, как AutoCAD становился всё сложнее и поддерживал всё более сложные типы объектов, DXF становился всё менее полезен. Новые объекты в спецификации формата описывались не полностью либо не описывались вовсе.
Большинство разработчиков коммерческих САПР, включая конкурентов Autodesk, в качестве основного формата обмена с AutoCAD используют формат DWG, через библиотеки, предоставляемые некоммерческой организацией Open Design Alliance, которой была выполнена обратная разработка формата DWG.

## Современность
Однако, для большинства практических применений многие вновь вводимые объекты (в частности 3D-расширения) не требуются. Например, в соответствии с требованием ЕСКД, чертёж любого изделия должен быть двумерным контурным изображением. Поэтому DXF не только не исчез, но стал де-факто одним из двух стандартов для векторных изображений в открытых операционных системах и приложениях (второй стандарт — SVG). Например, его поддерживает векторный графический редактор Inkscape, а для САПР QCad формат DXF является основным.